# ری مانک
ری مانک فیلسوف بریتانیایی است. او استاد فلسفه دانشگاه ساوت همپتون است که از سال ۱۹۹۲ در آنجا مشغول به تدریس است. در سال ۱۹۹۱ او برنده جایزه جان لولین ریس و جایزه داف کوپر برای نگارش کتاب لودویگ ویتگنشتاین:رسالت یک نابغه شد. زمینه‌های تخصص او فلسفه ریاضی، تاریخ فلسفه تحلیلی، و ابعاد فلسفی زندگی‌نامه‌نویسی است.